# Amalia von Königsmarck
Amalia "Emilie" Wilhelmina von Königsmarck, född 20 augusti 1663 i Stade, död 30 januari 1740 på Övedskloster i Öveds socken i Malmöhus län, var en svensk grevinna, konstnär, amatörskådespelare och poet.

## Biografi
Amalia von Königsmarck var dotter till rikstygmästare Conrad Christoff von Königsmarck och Maria Christina Wrangel samt syster till Philip Christoffer von Königsmarck, Maria Aurora von Königsmarck och Carl Johan von Königsmarck och vidare brorsdotter till Otto Wilhelm von Königsmarck. Hon gifte sig 5 februari 1689 i kungafamiljens närvaro med greve Carl Gustaf Lewenhaupt och blev mor till Charles Emil Lewenhaupt den äldre.
Amalia von Königsmarck tillhörde liksom sin syster Aurora hovdilettanterna bland Ehrenstrahls elever. Hon målade miniatyrer, porträtt och självporträtt samt broderade. Bland hennes kända tavlor finns ett självporträtt från 1687, ett porträtt av systern Aurora, ett porträtt av Katarina Ebba Horn från 1698 och ett porträtt av Sofia Dorotea av Hannover. Hon och hennes syster Aurora förknippas med de Königsmarckska tapeterna, en serie på sex broderade tapeter i ull och silke i stort format, som ska ha utförts för hennes hem under 1690-talet.
Liksom sin syster Aurora deltog hon vid hovets amatörteaterföreställningar, som uppmuntrades av drottning Ulrika Eleonora. Under vintern 1683–1684 uppfördes den svenska urpremiären av Iphigenie av Racine av en grupp kvinnliga amatörer vid hovet under beskydd och uppmuntran av Ulrika Eleonora. Johanna Eleonora De la Gardie spelade Iphigenie,  Amalia Königsmarck Achilles, Aurora Königsmarck Clitemnestre, Augusta Wrangel Agamemnon och Ebba Maria De la Gardie Eriphile. Detta var troligen den första pjäs som uppfördes exklusivt av kvinnor i Sverige. Systrarna Königsmarck intresserade sig båda för "Fransk salongsfeminism".
Amalia Königsmarck skrev också poesi, som senare gavs ut av Hanselli.
Amalia Lewenhaupts make Carl Gustaf Lewenhaupt tog år 1695 tjänst hos kurfursten August den starke av Sachsen. Han ska ha blivit övertalad till detta av sin hustru. Hennes syster Aurora var vid denna tid Augusts mätress. När han blev kvar i sachsisk tjänst även efter utbrottet av det stora nordiska kriget, hamnade han i onåd hos Karl XII på grund av att han genom fiendskapen mellan Sverige och Sachsen ansågs tjäna under Sveriges fiende. I sin frånvaro blev han föremål för en rättsprocess och dömdes 25 april 1703 av Svea hovrätt till avrättning och konfiskation av sin egendom. Under rättsprocessen besökte hans hustru Sverige med sina barn och försökte då förgäves tala för makens räkning. Han hade dock under denna tid tagit avsked ur sachsiskpolsk tjänst 1702 och avlidit den 25 mars 1703 i Hamburg.
Amalia Lewenhaupt köpte personligen flera av makens egendomar, bland dem Övedskloster. Hon levde vid denna tid i Hamburg. År 1719 upphävdes makens dödsdom. Hon återvände till Sverige år 1722. Lewenhaupt finns representerad vid bland annat Nationalmuseum i Stockholm.